# Ofterdingen
Ofterdingen ist eine Gemeinde im Landkreis Tübingen, etwa 13 Kilometer südlich von Tübingen an der Bundesstraße 27 gelegen. Sie gehört zur Region Neckar-Alb und zur Randzone der europäischen Metropolregion Stuttgart.

## Geographie

### Geographische Lage
Ofterdingen liegt im Tal der Steinlach, einem rechten Nebenfluss des Neckars, und gehört räumlich bereits zum mittleren Albvorland. Der westliche Teil Ofterdingens liegt teilweise auf dem Rammert, einem bis zu 590 m ü. NHN bewaldeten Höhenzug des Keuperberglands. Das Gemeindegebiet erstreckt sich dabei auf einer Höhenlage von 401 bis 551 m. ü. NHN (Rathaus Ofterdingen 422 m. ü. NHN).

### Nachbargemeinden
|                                            | Dußlingen                                   | Nehren    |
| Rottenburg am Neckar (Stadtteil Dettingen) | Kompassrose, die auf Nachbargemeinden zeigt |           |
| Bodelshausen                               |                                             | Mössingen |

(alle Gemeinden befinden sich im Landkreis Tübingen)

### Gemeindegliederung
Zur Gemeinde gehören das Dorf Ofterdingen und das 1938 erbaute Gehöft Jungviehweide.
Im Gemeindegebiet Ofterdingens liegen die abgegangenen, heute nicht mehr bestehenden Ortschaften Benishausen, Meisenhart und Stetten.

### Geologie

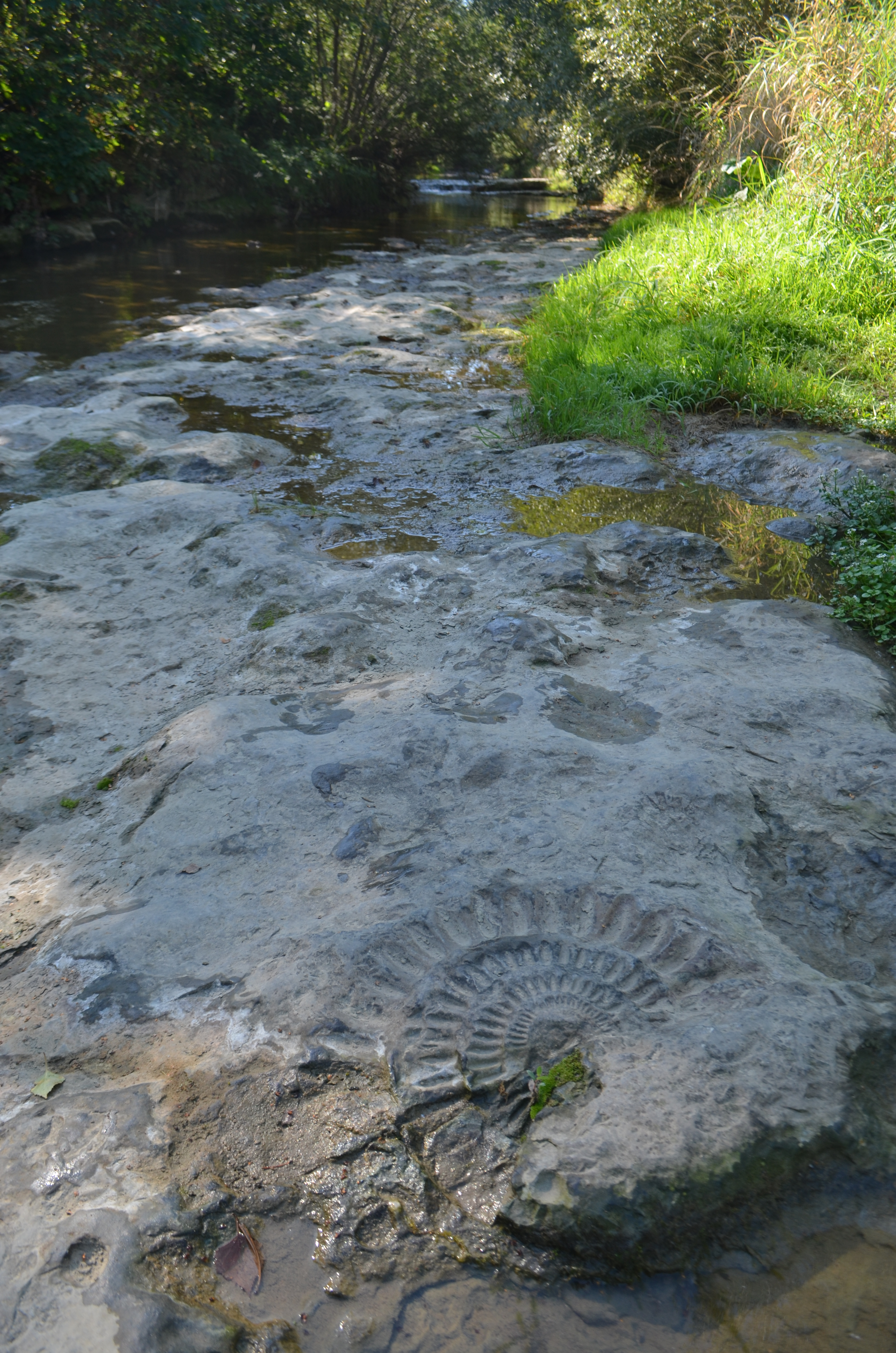
Das Ammonitenpflaster im Bachbett der Steinlach bei Ofterdingen

Ofterdingen liegt in der südwestdeutschen Schichtstufenlandschaft. Der geologische Untergrund innerhalb der Ortsgemarkung wird geprägt von der Gesteinsabfolge des Schwarzen Jura (Lias). Prägend sind die harten Kalkschichten des Lias α (Arietenkalk), die die Schichtfläche westlich des Ortes bis zum Rammert bilden. Sie sind ebenfalls der Grund für die Ablenkung der Fließrichtung der Steinlach nach Nordosten sowie für den Steinlach-Wasserfall nordöstlich von Ofterdingen.
Innerhalb des Ortes fließt die Steinlach auf der Schichtfläche des Lias α3 und hat die eingelagerten Fossilien, überwiegend Steinkerne von Ammoniten und Austern, freigelegt. So entstand das für den Ort berühmte Ammonitenpflaster.

### Naturausstattung

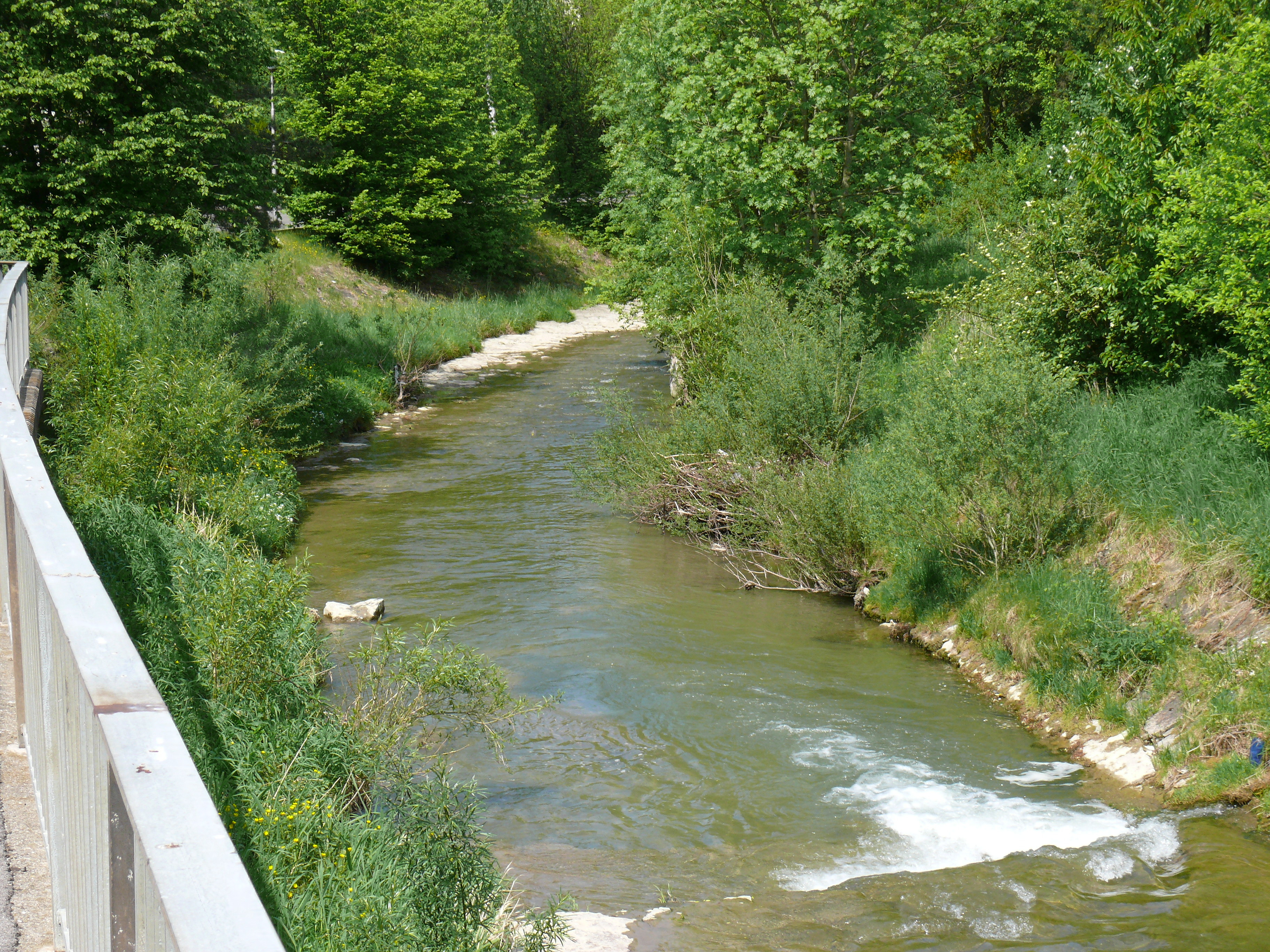
Die Steinlach in Ofterdingen, kurz vor Beginn des Ammonitenpflasters

Die ausgedehnten Streuobstwiesen am Südrand des Rammert und des Kührain sowie am Ofterdinger Berg sind Lebensraum zum Teil seltener Vogelarten. Wertvoll sind kleine Feuchtwiesenareale und Schilfgebiete unterhalb des Kührain. Das Bachbett der Steinlach ist in der Ortslage von Ofterdingen durchweg verbaut und nicht naturnah. Der einzige natürliche Bachlauf mit Auenwaldgalerie aus Eschen, Weiden und Schwarzerlen ist der Tannbach am Südrand des Siedlungsbereichs, ein linker Zufluss der Steinlach, der zuvor an der Gemeindegrenze zu Mössingen den Buchbach oder Ernbach aufnimmt.

### Schutzgebiete
Ofterdingen hat Anteil an den Landschaftsschutzgebieten Rammert und Rauher Rammert, an den FFH-Gebieten Albvorland bei Mössingen und Reutlingen und Rammert sowie am Vogelschutzgebiet Mittlerer Rammert.

## Geschichte

### Überblick
Die urkundliche Ersterwähnung der Gemeinde war um 1115. Spätere Besitzer waren die Grafen von Zollern. Diese verkauften sie 1346 an Friedrich Herter von Dußlingen.
Eine Verbindung zu der mittelalterlichen Romanfigur Heinrich von Ofterdingen von Novalis ist unwahrscheinlich und nicht zu belegen.
Von 1417 bis 1802 gehörte Ofterdingen dem Kloster Bebenhausen. Mit diesem ging es mit der Einführung der Reformation 1534 an das Herzogtum Württemberg über.
Bei der Umsetzung der neuen Verwaltungsgliederung im 1806 gegründeten Königreich Württemberg wurde Ofterdingen 1807 dem Oberamt Rottenburg zugeordnet. Durch die Kreisreform während der NS-Zeit in Württemberg gelangte der Ort 1938 zum Landkreis Tübingen. 1945 wurde Ofterdingen Teil der Französischen Besatzungszone und kam somit zum neu gegründeten Land Württemberg-Hohenzollern, welches 1952 im Land Baden-Württemberg aufging.

### Bevölkerungsentwicklung

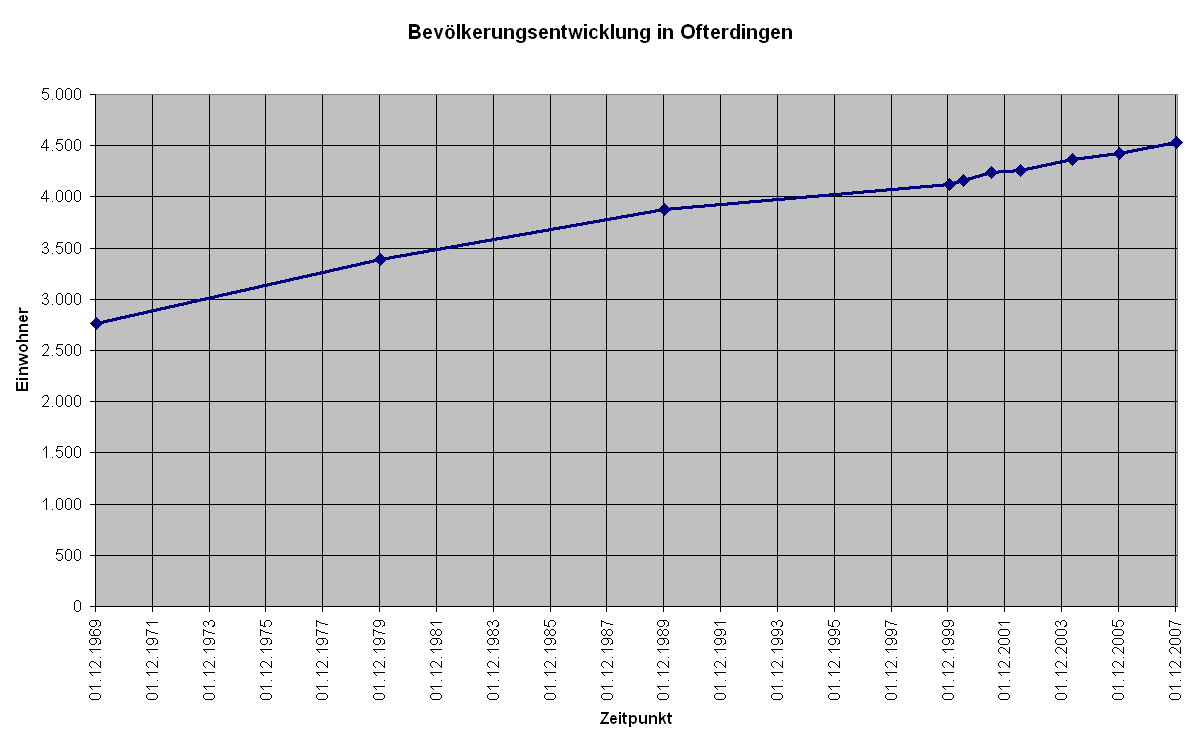
Bevölkerungsentwicklung von Ofterdingen

| Datum         | Einwohner |
| ------------- | --------- |
| 31. Dez. 1969 | 2766      |
| 31. Dez. 1979 | 3385      |
| 31. Dez. 1989 | 3876      |
| 31. Dez. 1991 | 3981      |
| 31. Dez. 1993 | 4052      |
| 31. Dez. 1995 | 4042      |
| 31. Dez. 1999 | 4125      |
| 30. Juni 2000 | 4159      |
| 30. Juni 2001 | 4238      |
| 30. Juni 2002 | 4257      |

| Datum          | Einwohner |
| -------------- | --------- |
| 30. April 2004 | 4368      |
| 31. Dez. 2005  | 4419      |
| 31. Dez. 2007  | 4575      |
| 31. Dez. 2008  | 4522      |
| 31. Dez. 2009  | 4562      |
| 31. Dez. 2010  | 4555      |
| 31. Dez. 2011  | 4448      |
| 31. Dez. 2012  | 4527      |
| 31. Dez. 2013  | 4578      |
| 31. Dez. 2014  | 4654      |

| Datum          | Einwohner |
| -------------- | --------- |
| 31. Dez. 2015  | 4838      |
| 4. August 2017 | 5004      |
| 30. Juni 2020  | 5249      |
| 30. Juni 2022  | 5469      |

## Religion

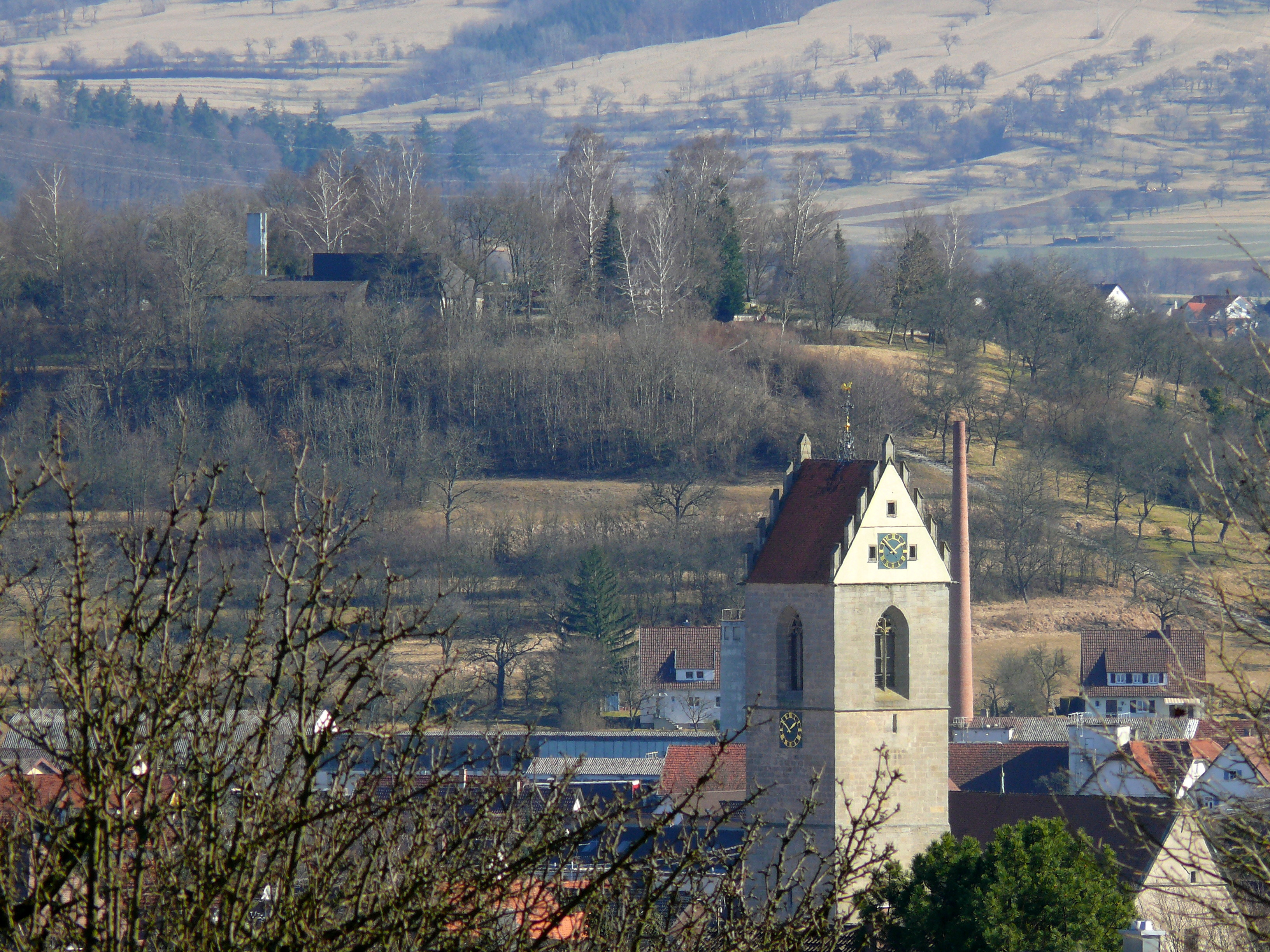
Mauritiuskirche und Endelberg (Friedhof)

Die evangelische Kirchengemeinde zählt ca. 2.450 evangelische Christen. Eine erste Erwähnung der Gemeinde war im Jahr 1266. Seit 1356 wird sie als St. Moritz (Mauritius) bezeichnet. Die Leitung der Kirche hatten die Zollern. 1345 ging die Gemeinde als Lehen an die Herter und 1417 bis 1483 an das Kloster Bebenhausen, in welches die Kirche 1492 inkorporiert wurde. Diese Kirche auf dem Ofterdinger Berg wurde 1565/67 abgebrochen. Eine Kapelle gab es im Dorf wohl schon zu Anfang des 15. Jahrhunderts. 1484 wurde dort eine Frühmesspfründe errichtet und 1507 wurden wohl die Pfarrrechte eingerichtet. 1534 wurde die Reformation eingeführt. Die heutige Kirche ist ein spätgotischer Bau von 1522. Der Turm ist aber älter und evtl. der Rest einer ehemaligen Burg.
Auch die Neuapostolische Kirche ist mit einer Gemeinde in Ofterdingen ansässig. Die Gemeinde zählt ca. 150 Mitglieder.

## Politik

### Gemeinderat
Der Gemeinderat in Ofterdingen besteht aus den 14 gewählten ehrenamtlichen Gemeinderäten und dem Bürgermeister als Vorsitzendem. Der Bürgermeister ist im Gemeinderat stimmberechtigt. Die Kommunalwahl am 9. Juni 2024 führte zu folgendem Ergebnis. Die Wahlbeteiligung lag bei  60,2 %.

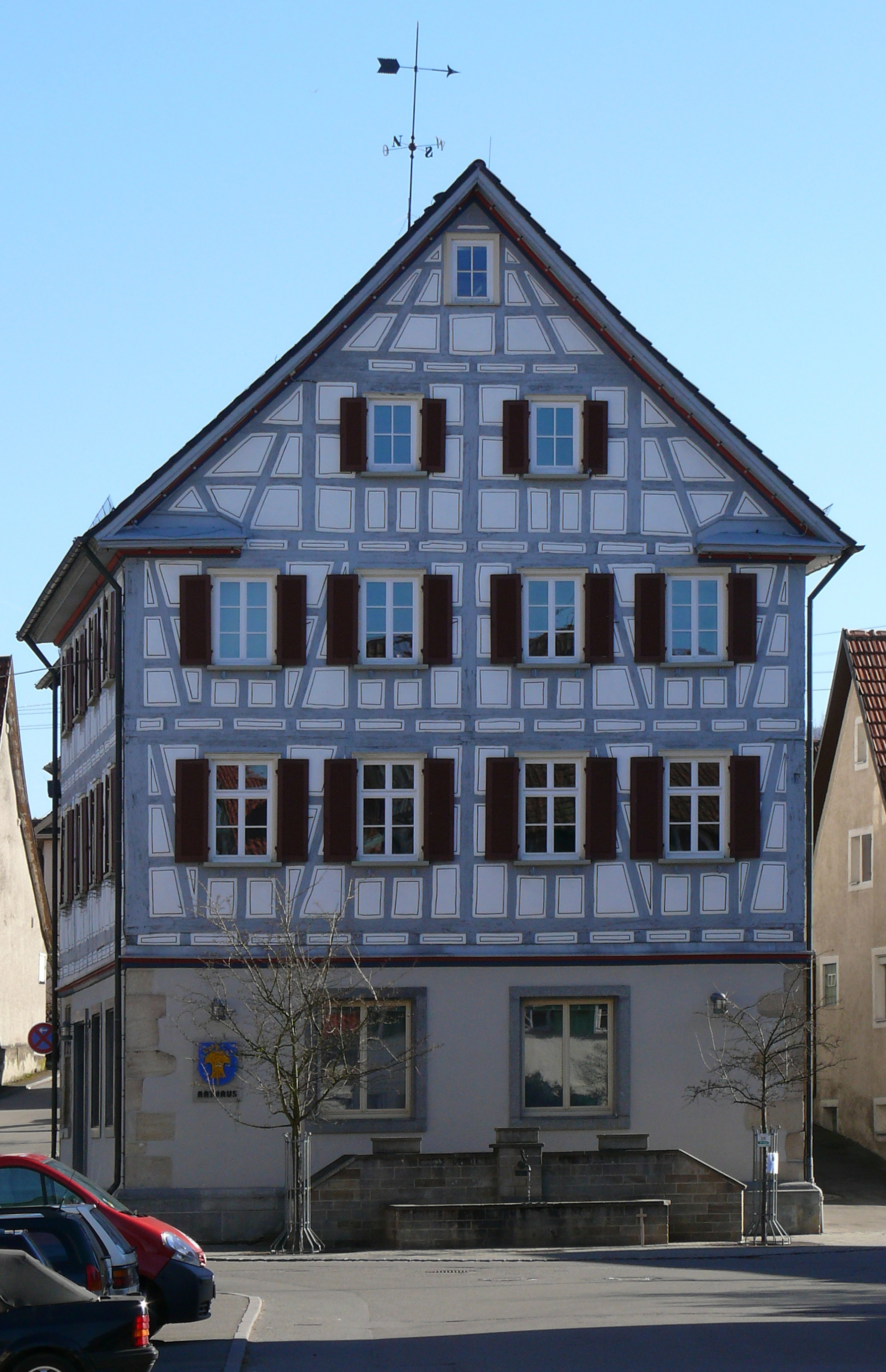
Rathaus

| Partei                            | Stimmen          | Sitze | Ergebnis 2019    |
| Freie Wählervereinigung           | 40,24 %          | 6     | 36,3 %, 5 Sitze  |
| SPD                               | 21,72 %          | 3     | 35,8 %, 5 Sitze  |
| CDU/Unabhängige Wählervereinigung | 28,91 %          | 4     | 26,6 %, 4 Sitze  |
| Grüne                             | 9,13 %           | 1     | nicht angetreten |
| BüF                               | nicht angetreten |       | 1,2 %, 0 Sitze   |

### Bürgermeister
| Name             | Beginn der Amtszeit | Ende der Amtszeit |
| ---------------- | ------------------- | ----------------- |
| Willi Schmid     | 1927                | 1946              |
| Georg Futter     | 1946                | 1949              |
| Wilhelm Spanagel | 1949                | 1967              |
| Heinz Aicheler   | 1967                | 1995              |
| Joseph Reichert  | 1995                | 2024              |
| Simon Wagner     | 2024                |                   |

Am 7. November 2010 wurde Bürgermeister Joseph Reichert für eine dritte Amtszeit wiedergewählt. Bei der Wahl am 11. November 2018 bestätigten die Bürger Reichert für eine vierte Amtszeit. Diese begann im Januar 2019. Ende Mai 2024 trat Reichert mit dem Erreichen der gesetzlichen Altersgrenze von 73 Jahren in den Ruhestand. Am 24. März 2024 wurde Simon Wagner mit 68,8 Prozent der Stimmen zum Bürgermeister gewählt.

### Wappen
Blasonierung: „In Blau ein pfahlweiser goldener Dreschflegel, belegt mit einer goldenen, doppelt gebundenen Garbe aus zwölf Ähren.“
Das Ofterdinger Wappen mit goldener Ährengarbe und goldenem Dreschflegel auf blauem Feld symbolisiert die landwirtschaftliche Geschichte der Gemeinde.

### Verwaltungsgemeinschaft
Die Gemeinde befindet sich in einer vereinbarten Verwaltungsgemeinschaft mit Mössingen und Bodelshausen.

## Kultur und Sehenswürdigkeiten

### Museen
- Museumsscheuer in der Sattlergasse
- Kulturdenkmal Ofterdinger Mühle[11]

### Bauwerke
- Rathaus, ursprünglich 1523 erbaut

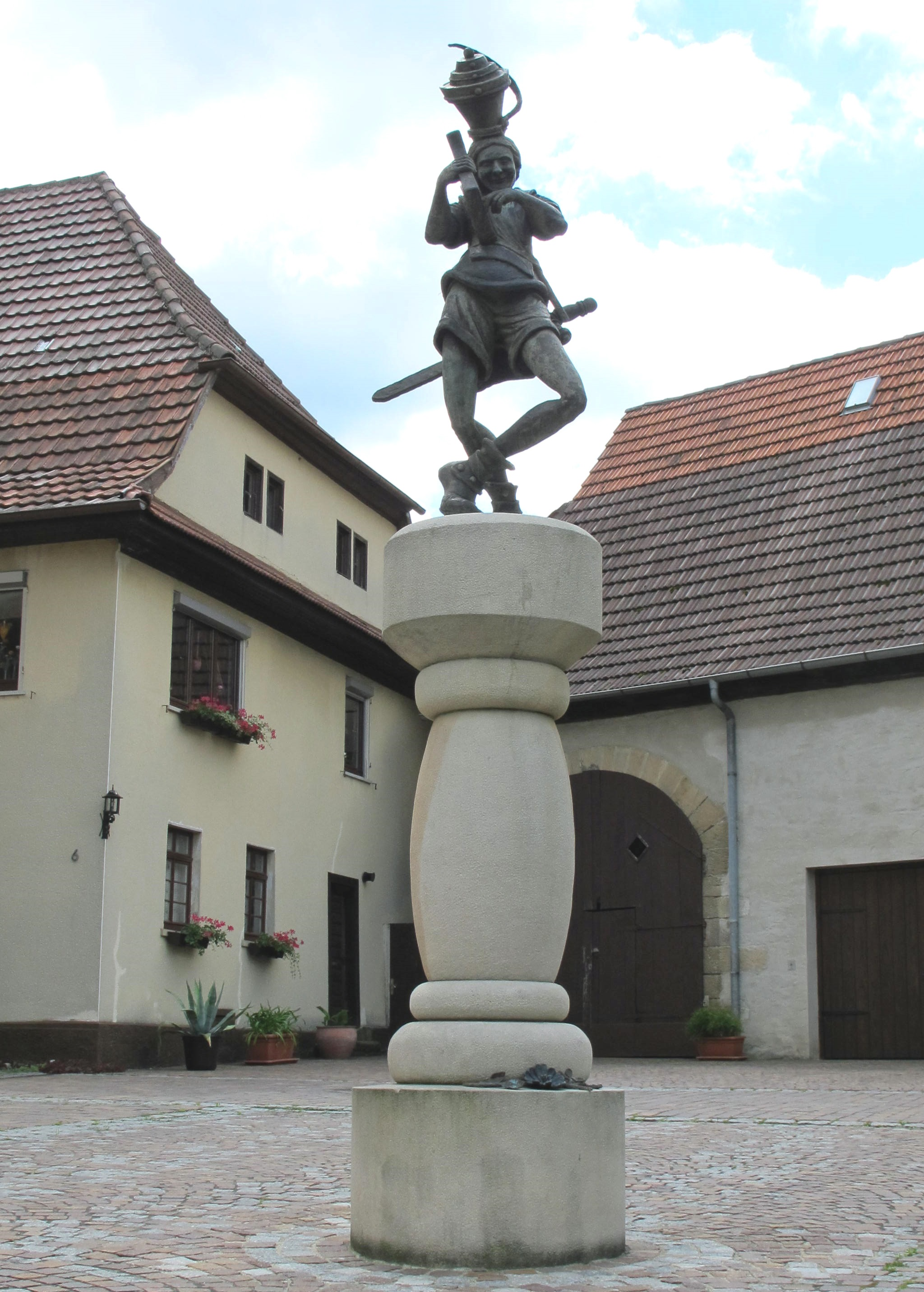
Andreas Futter: Heinrich von Ofterdingen, Bronze, 2008, Kirchplatz

- Evangelische Mauritiuskirche, 1522 Baubeginn, 1534 fertiggestellt
- Ortsbücherei Ofterdingen, restaurierter Fachwerkbau
- Zehntscheune im Burghof, Teile noch von 1568
- Statue Heinrich von Ofterdingen auf dem Kirchplatz[12]
- Ehemaliges Wirtshaus „Goldener Ochsen“ (bis vor kurzem meist verwechselt mit dem „Weißen Ochsen“)[13], Fachwerkbau von 1759/60[14][15]
- Ehemaliges Wirtshaus „Krone“, Fachwerkbau von 1780[16]

### Naturdenkmäler und Naturschutzgebiete
- Das Ammonitenpflaster, eine 100 m × 4 m große Gesteinsplatte aus Arietenkalk im Bachbett der Steinlach, ist als geologisches Naturdenkmal geschützt und vor allem bei Niedrigwasser sehenswert.
- Ein weiteres geologisches Naturdenkmal ist seit 2010 der Steinlachwasserfall und sein Umfeld zwischen Ofterdingen und der Pulvermühle.
- Das Naturschutzgebiet Katzenbach-Dünnbachtal liegt auf der Ofterdinger Gemarkung.

### Sport
Der Turn- und Sportverein 1904 Ofterdingen e. V. bietet verschiedene sportliche Aktivitäten an. Dazu gehören Fußball, Turnen, Tischtennis, Faustball, Volleyball, Tennis, Yoga, Tanzen sowie die Abteilung Run & Walk. Die Vereinssportanlagen mit Steinlach-Stadion, Liga-Sportplatz, Trainingsplatz und Turnhalle befinden sich an der Steinlach im Süden Ofterdingens. Die Fußballmannschaft des TSV Ofterdingen spielte in den 80er-Jahren teilweise in der Oberliga Baden-Württemberg sowie in der Verbandsliga Württemberg und qualifizierte sich auch zweimal für den DFB-Pokal (Erstrundenspiele gegen den Hamburger SV und VfL Bochum wurden jedoch zu Hause verloren). Mittlerweile spielen die Ofterdinger in der Bezirksliga Alb.
Im selben Areal befinden sich auch die Tennisplätze des TSV Ofterdingen sowie das Schützenhaus mit Schießsportanlage des Schützenvereins Ofterdingen e. V. (gegr. 1927).
Am südlichen Ortseingang der Bundesstraße 27 befindet sich die Spielanlage des Pit-Pat Power Club Ofterdingen e. V.

### Regelmäßige Veranstaltungen
- Ofterdinger Flegga-Treff[19] (Dorffest) alle zwei Jahre.
- Weihnachtsmarkt am Samstag vor dem ersten Advent

### Vereine
Der Obst- und Gartenbauverein besitzt an der Vereinshütte seit Mai 2000 einen eigenen Lehrgarten mit alten Obstsorten der Region. Er dient Lehrgängen, Fortbildungen und Zwecken der Umweltbildung.
Der Musikzug Ofterdingen ist im Besitz eines Vereinsheimes, das sich in der Nähe des Sportgeländes befindet.

## Wirtschaft und Infrastruktur

### Land- und Forstwirtschaft

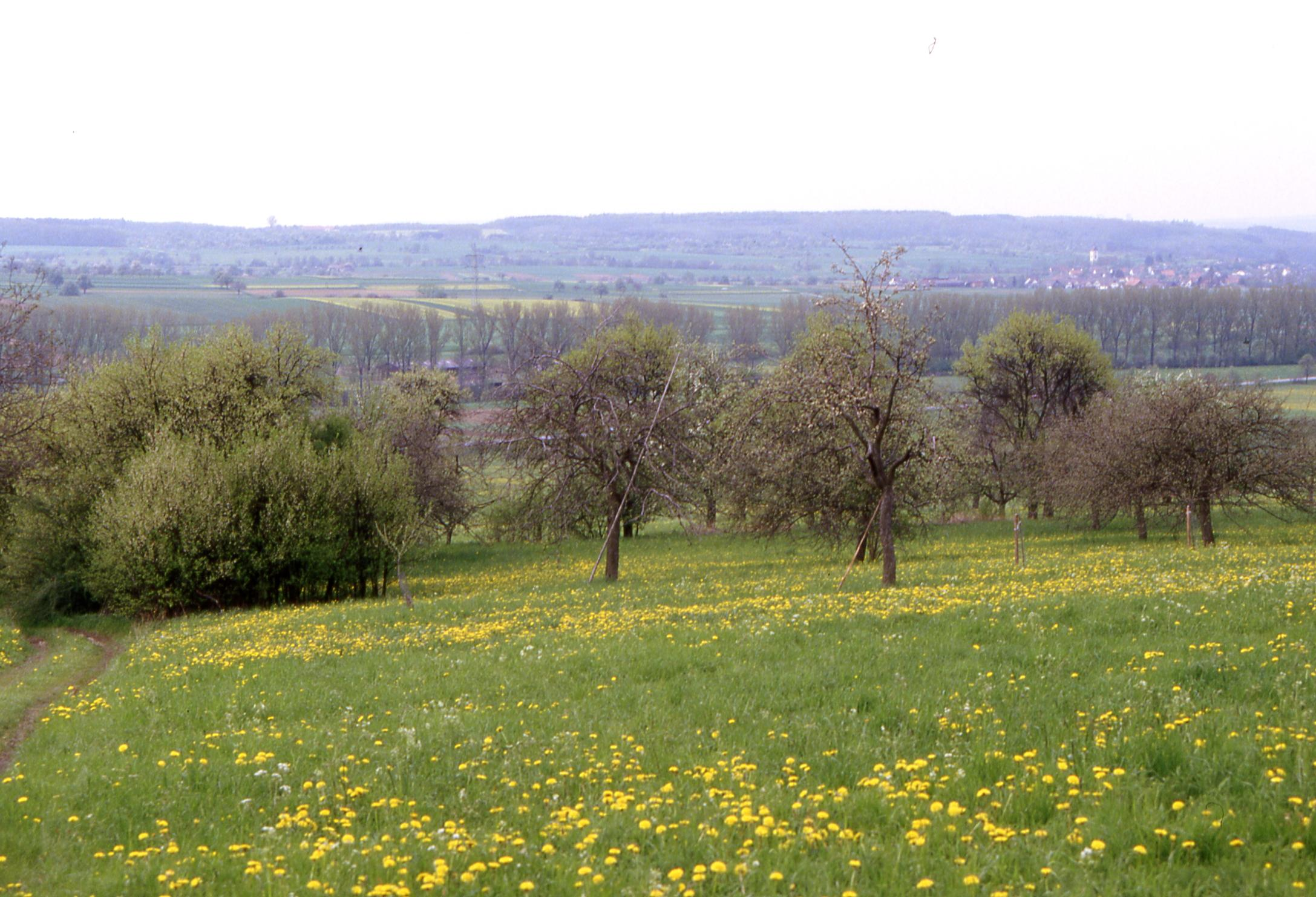
Streuobstwiese am Ofterdinger Berg

Ofterdingen war ehemals ländlich geprägt. Zu- und Nebenerwerbsbetriebe sind noch heute vorhanden, prägen das Ortsbild jedoch nicht mehr. Ein Vollerwerbsbetrieb ist an den nördlichen Ortsrand ausgesiedelt. Ein Pferdehof befindet sich südwestlich des Ortes im Gewann Kuhwasen. Der Streuobstbau spielt in Ofterdingen noch eine wichtige Rolle. Er dient vor allem der Apfelmostgewinnung. Große Streuobstwiesen befinden sich vor allem nördlich von Ofterdingen im Vorfeld des Rammert und am Kührain.
Auf Ofterdinger Gemarkung liegen größere Waldungen im geschlossenen Waldgebiet des Rammert sowie auf dem Kührain im Westen des Ortes. Sie werden intensiv forstlich genutzt. Große Flächen sind kleinparzellierter Privatwald. Großflächige Sturmwürfe im Rammert und am Kührain verursachte das Orkantief Lothar zu Weihnachten 1999. Die Flächen wurden in mehreren Jahren mühsam vom Sturmholz (vor allem geworfenes Nadelholz) beräumt und überwiegend mit Laubgehölzen wieder aufgeforstet.
Bis Ende des 19. Jahrhunderts wurde am Südhang des Kührain Wein angebaut. Kleinflächig ließen in den 1980er-Jahren Weinfreunde den Weinbau dort wieder aufleben.

### Handel und Gewerbe
Im Ort und in den Gewerbegebieten sind mehrere Mittelstands- und zahlreiche Kleinbetriebe ansässig. Traditionell spielt die Holzverarbeitende Industrie eine wichtige Rolle. Im Ort produzieren mehrere Stielfabriken, Sägewerke und Tischlereien. Außerdem hat ein weltweit exportierender Betrieb für Kunststoff- und Edelstahl-Fässer seinen Sitz in Ofterdingen.
An der Bundesstraße 27 haben sich mehrere Tankstellen und Automobil-Werkstätten und -Händler angesiedelt. Die erste Zapfsäule wurde Ende der 1920er-Jahre neben dem Gasthaus Krone errichtet und war eine der ersten auf der damals noch Schweizerstraße genannten Chaussée zwischen Stuttgart und Bodensee.
Ein neues Gewerbegebiet hat sich seit den 1980er-Jahren im nordöstlichen Anschluss an den Ort zwischen Steinlach und B 27 entwickelt.

### Verkehr

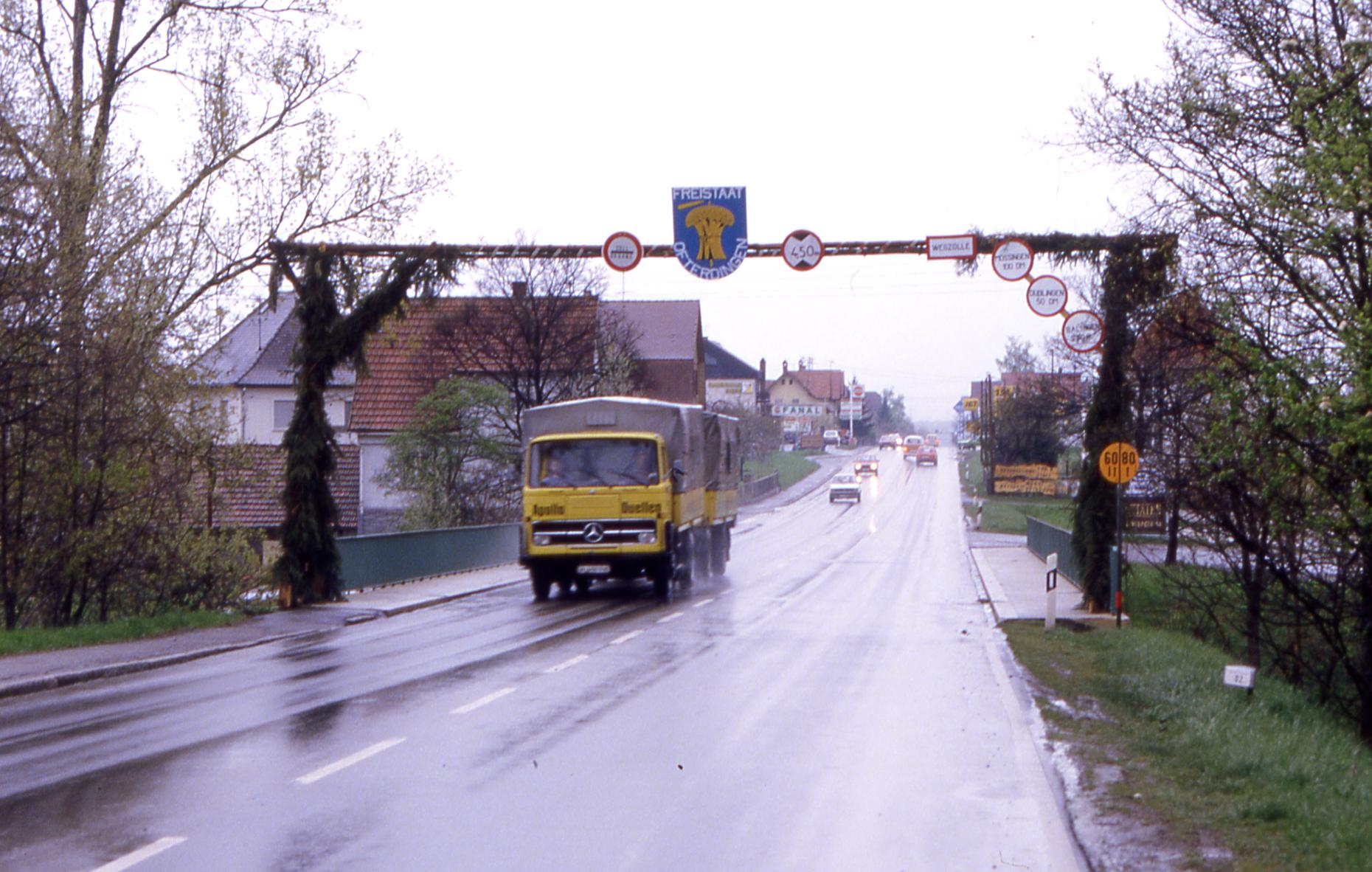
Die B 27 am Ortseingang aus Richtung Hechingen (1985)

Die Bundesstraße 27 führt durch die Gemeinde und verbindet diese im Norden mit Stuttgart und im Süden mit Balingen und Rottweil.
Anbindung an die Bundesautobahn 81 besteht über die 25 km entfernte Anschlussstelle Rottenburg am Neckar in Richtung Süden nach Singen und in Richtung Norden nach Stuttgart.
Der Öffentliche Nahverkehr wird durch den Verkehrsverbund Neckar-Alb-Donau (naldo) gewährleistet. Die Gemeinde befindet sich in der Wabe 113.

### Öffentliche Einrichtungen
In den Jahren 2001 bis 2003 wurde das Seniorenheim Mauritiusblick errichtet. Die Leitung liegt gemeinschaftlich bei der Gemeinde Ofterdingen und der Körperbehindertenförderung (KBF) Neckar-Alb in einer Gesellschaft bürgerlichen Rechts.

### Bildung
Die Burghof-Schule, eine Grund- und Hauptschule mit Werkrealschule, ist in der Gemeinde für die Grundbildung der Kinder zuständig. Weiterführende Schulen wie Realschule und Gymnasium als auch eine Sonderschule befinden sich in Mössingen.
Dem aus Ofterdingen stammenden Fachberater für Deutschlehrer, Jörg Hartenburg, ist es zu verdanken, dass seit den 1990er Jahren, Kinder in der Elfenbeinküste etwas über die Gemeinde erfahren. In einem Deutsch-Lehrbuch heißt ein Kapitel »ein Dorf in Süddeutschland«.

### Ver- und Entsorgung

#### Stromversorgung
Das Stromnetz in der Gemeinde wird von der EnBW Regional AG betrieben.

#### Gasversorgung
Das Erdgasnetz wird von der FairEnergie GmbH betrieben, einem Tochterunternehmen der Stadtwerke Reutlingen GmbH und der EnBW Kommunale Beteiligungen GmbH.

#### Wasserversorgung
Die Wasserversorgung in der Gemeinde erfolgt über die Steinlach-Wasserversorgung mit Sitz in Mössingen.

#### Abwasserentsorgung
Die Abwasserentsorgung erfolgt durch den Abwasserverband Steinlach-Wiesaz mit Sitz in Dußlingen, der eine Verbandskläranlage betreibt.

#### Abfallentsorgung
Die Abfallentsorgung erfolgt durch den Abfallwirtschaftsbetrieb des Landkreises Tübingen.

## Persönlichkeiten

### Ehrenbürger
- Wilhelm Spanagel, ehemaliger Bürgermeister von 1949 bis 1967[26]

### Söhne und Töchter der Gemeinde
- Anton Niclas (1593–1636), Goldarbeiter in Tübingen, 1635–1636 Bürgermeister von Tübingen
- Georg Luz (1818–1884), Lehrer und Schriftsteller
- Liane von Droste (* 1959), Journalistin und Buchautorin

### Persönlichkeiten, die vor Ort gewirkt haben
- Manfred Korfmann (1942–2005), Archäologe, starb in Ofterdingen
- Heiner Kondschak (1955–2024), Musiker, Schauspieler, Regisseur und Autor, wohnte in Ofterdingen